# 含水率

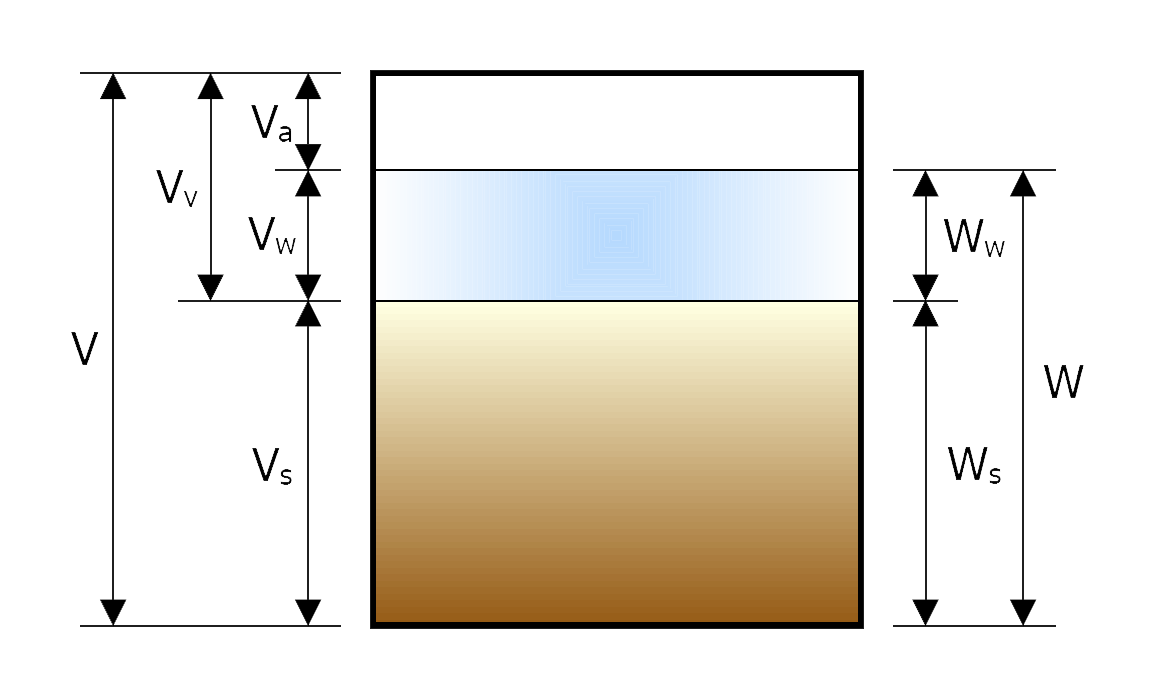
物質の三態

含水率（がんすいりつ）とは、物質に含まれる水分の割合を示したもの。重量基準と体積基準の含水率があるが、単純に含水率と呼ぶ場合は、重量含水率を示す。無次元量であり単位はなく、通常は百分率（%）を用いて表される。
重量基準含水率は一般的に湿潤基準（水分の重量を水分と固形分の重量の和で除したもの）の含水率が用いられ、乾量基準（水分の重量を固形分の重量で除したもの）は含水比と呼ばれ区別されている。しかし、木材の場合は、乾量基準であっても含水率と呼ばれる。

## 定義
重量基準含水率 u
{\displaystyle u={\frac {W_{w}}{W_{s}+W_{w}}}}
Ww は水分の重量、Ws は物質の重量。
体積基準含水率 θ
{\displaystyle \theta ={\frac {V_{w}}{V}}}
Vw は水の体積、V は全体の体積。

## 含水比との関係
含水比w は、以下で定義され、含水率u と次の関係がある：
{\displaystyle {\begin{aligned}w&:={\frac {W_{w}}{W_{s}}}\\&={\frac {u}{1-u}}\end{aligned}}}
したがって、水分を含まない物質に対してはu = w = 0だが、固形分を含まない場合はu = 100%、w = ∞となる。